# Kilroy was here

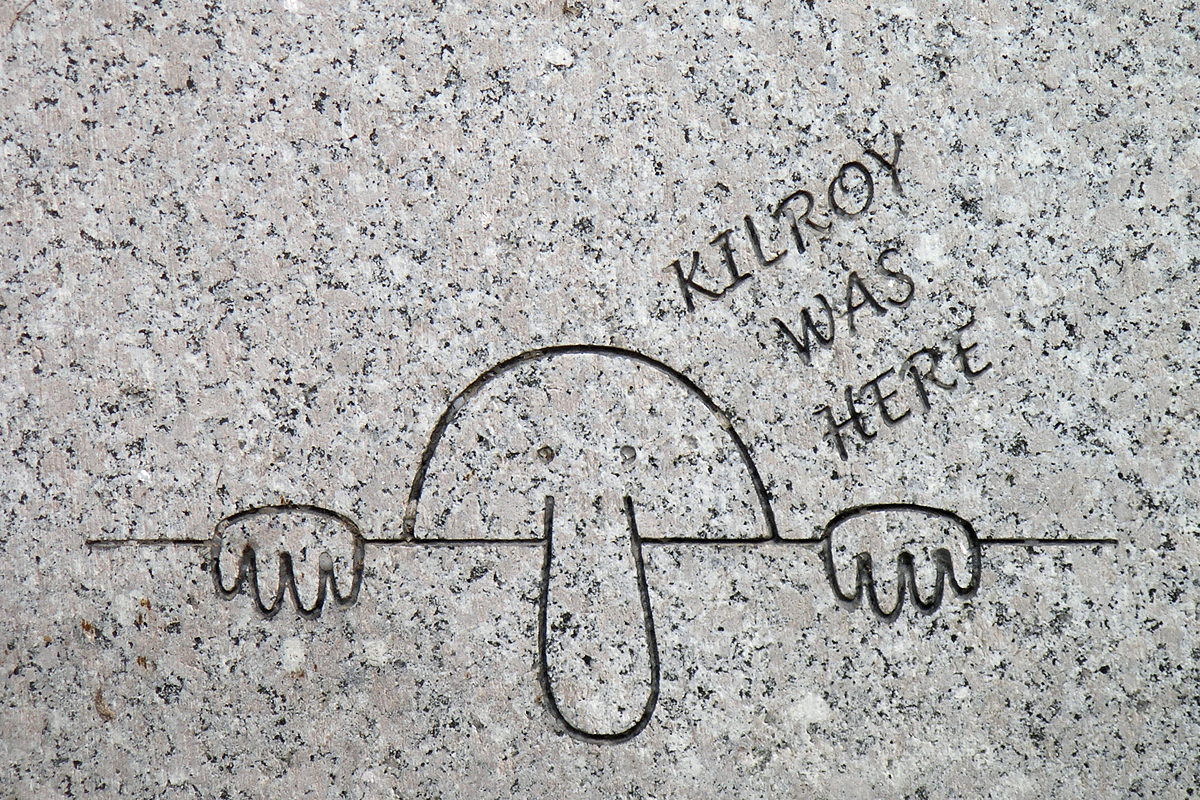
Gravura de Kilroy no National World War II Memorial em Washington, D.C.

Kilroy was here (Kilroy esteve aqui) é um símbolo popular que foi usado por muitos países durante a Segunda Guerra Mundial, especialmente nos Estados Unidos. É normalmente visto em forma de grafite. Sua origem é debatida, mas a frase e o desenho distintivo que a acompanha tornaram-se associados aos soldados estadunidenses na década de 1940: um homem careca (conhecido como Mr. Chad, às vezes descrito como tendo alguns fios de cabelo) com um grande nariz aparecendo por cima de uma parede, com seus dedos agarrados sobre ela.
"Kilroy" era o equivalente estadunidense do "Foo was here" australiano, que se originou durante a Primeira Guerra Mundial. "Mr. Chad" ou apenas "Chad" foi a versão que se tornou popular no Reino Unido. O personagem Chad pode ter sido derivado de um cartunista britânico em 1938, possivelmente anterior a "Kilroy was here". De acordo com Dave Wilton, "em algum momento durante a guerra, Chad e Kilroy se encontraram, e no espírito de unidade dos Aliados se fundiram, com o desenho britânico aparecendo com a frase americana". Enquanto as potências inimigas estavam preocupadas com o significado das palavras, muitos viam como um tributo ao Soldado Desconhecido, um símbolo para todos os soldados que desapareceram ou morreram na guerra sem serem identificados.
De acordo com Charles Panati, "o ultraje do grafite não era o que dizia, mas onde aparecia". Não se sabe se houve uma pessoa real chamada Kilroy que inspirou o grafite, embora tenha havido afirmações ao longo dos anos. O grafite continuou popular após a guerra e apareceu nos lugares mais remotos ou inacessíveis, às vezes em variantes como Kilroy ate here ou Kilroy slept here (Kilroy comeu aqui; Kilroy dormiu aqui). Outros nomes para o personagem incluem Smoe, Clem, Flywheel, Private Snoops, Overby, The Jeep e Sapo.

## Primeiras observações
É incerto quando a expressão se originou. A frase pode ter se originado por militares dos Estados Unidos que desenhavam a imagem e o texto "Kilroy was here" nas paredes e em outros lugares onde estavam estacionados, acampados ou visitados. Um anúncio na revista Life notou que os militares da Segunda Guerra Mundial gostavam de afirmar que "qualquer que seja a cabeça-de-praia que eles atacassem, eles sempre encontravam avisos escritos a giz à frente deles, que 'Kilroy esteve aqui'". O Brewer's Dictionary of Phrase and Fable observa que estava particularmente associado ao Air Transport Command, pelo menos quando observado no Reino Unido. Em algum ponto, o grafite "Chad" e o slogan "Kilroy was here" devem ter se fundido.
Um dos primeiros exemplos da frase pode datar de 1937, antes da Segunda Guerra Mundial. Em 2007, o US History Channel transmitiu um documentário chamado Fort Knox: Secrets Revealed, incluindo uma cena de 13 de maio de 1937. As imagens mostram como barras de ouro são extraídas de uma abóbada do Fort Knox, empilhadas até o teto desde 1937. Atrás das barras de ouro, as palavras "Kilroy was here - 13/05/37" tornaram-se visíveis. Isso foi considerado por muitos como prova de que a frase já devia ser conhecida em 1937. O historiador Paul Urbahns, que esteve envolvido na produção do documentário, afirmou posteriormente que a filmagem foi uma reconstrução. Toda a cena estava sendo gravada em um estúdio em Hollywood e para dar um toque autêntico, escreveram essas palavras na parede.
Muitas fontes afirmam sua origem já em 1939. Há rumores de que as palavras foram encontradas em navios de guerra e em vários portos militares já em 1939. De acordo com um psiquiatra da Universidade da Pensilvânia, a frase surgiu pela primeira vez em meados de 1945, em um hospital da base militar Kearns Field em Salt Lake City. O incidente foi descrito logo depois na Kearns Air Force Post Review em 26 de junho de 1945, intitulado "To the Unknown Soldier — Kilroy Sleeps Here" (Ao Soldado Desconhecido — Kilroy Dorme Aqui). Em agosto do mesmo ano, Kilroy apareceu várias vezes no jornal Stars and Stripes. Mas as palavras foram encontradas em todo o mundo em forma de grafite, muitas vezes acompanhadas pelo personagem do Mr. Chade.
De acordo com uma história, a inteligência alemã encontrou a frase em equipamentos americanos capturados. Isso levou Adolf Hitler a acreditar que Kilroy poderia ser o nome ou codinome de um espião Aliado de alto nível. Na época da Conferência de Potsdam em 1945, havia rumores de que Stalin encontrou "Kilroy was here" escrito no banheiro VIP, o que o levou a perguntar a seus auxiliares quem era Kilroy. O fotógrafo de guerra Robert Capa observou o uso da frase em Bastogne em dezembro de 1944: "Nas paredes pretas e carbonizadas de um celeiro abandonado, rabiscado em giz branco, estava a lenda dos soldados de Anthony McAuliffe: KILROY WAS STUCK HERE (KILROY ESTAVA PRESO AQUI)."

## Origem
De acordo com o Oxford English Dictionary, na expressão que Kilroy was here, Kilroy é "o nome de uma pessoa mítica". e, para algumas pessoas, o graffiti era apenas uma forma lúdica de homenagear o Soldado Desconhecido. Apesar disso, muitas teorias surgiram sobre a origem de Kilroy.

### James J. Kilroy

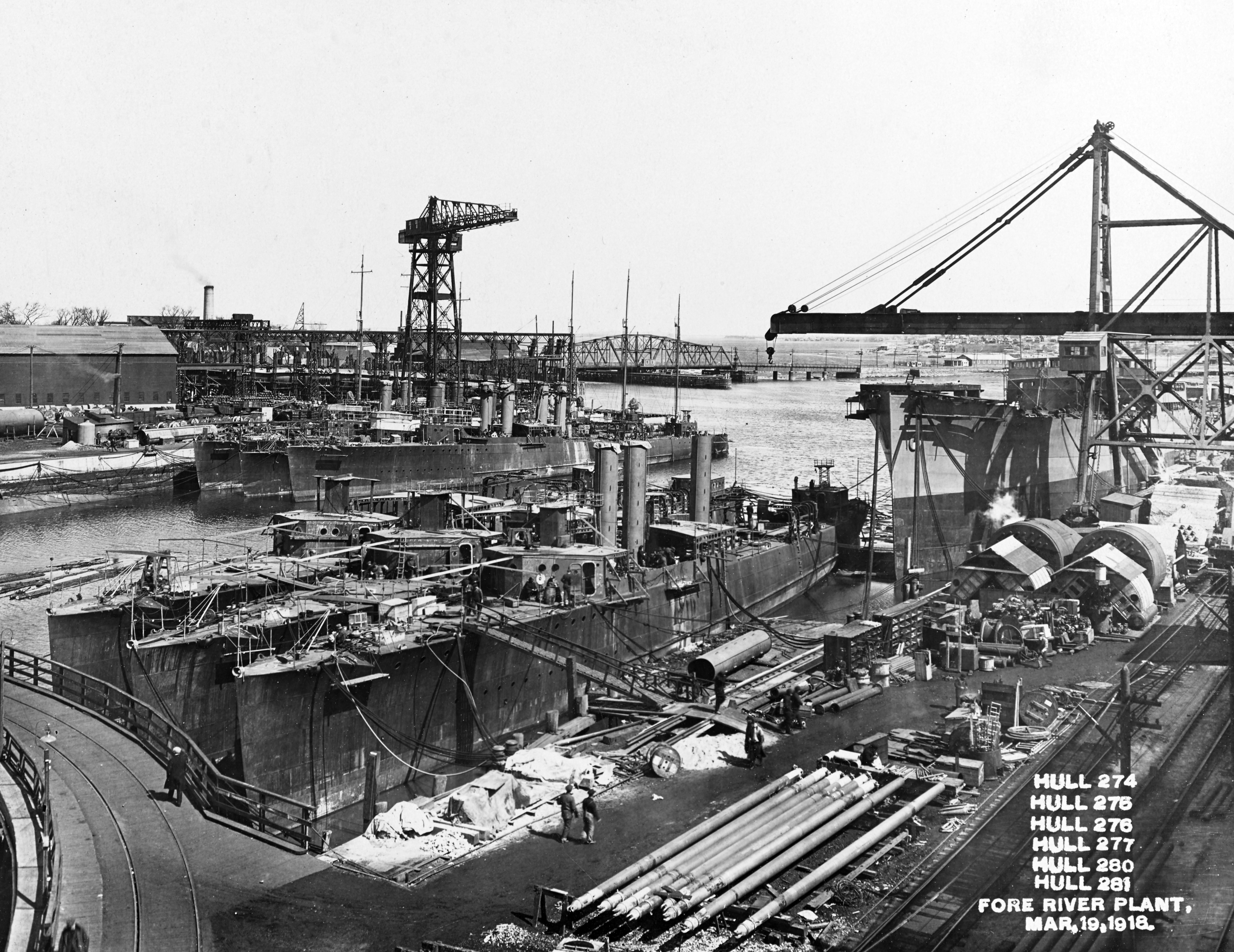
O estaleiro Fore River Shipyard, possivelmente o local onde a frase se originou

A teoria mais popular identifica um inspetor de estaleiro, especificamente de rebites, chamado James J. Kilroy (26 de setembro de 1902 – 24 de novembro de 1962) como o homem por trás da assinatura. O The New York Times indicou J. J. Kilroy como a origem em 1946, com base nos resultados de um concurso realizado pela American Transit Association para estabelecer a origem do fenômeno.
James J. Kilroy começou a trabalhar em 5 de dezembro de 1941 como superintendente da Bethlehem Shipbuilding nos estaleiros Fore River Shipyard em Quincy, Massachusetts (dois dias antes do ataque a Pearl Harbor). O estaleiro construiu navios de guerra para os militares dos EUA e uma das funções de Kilroy era verificar os rebites. Normalmente os inspetores faziam uma pequena marca de giz para marcar o número de rebites e maquinários e escreviam em seus relatórios, que os soldadores apagavam mais tarde. Era comum que os operários apagassem as marcações para que o número fosse contado novamente e aparecesse o dobro no relatório, assim sendo pagos em dobro. Para evitar isso, Kilroy marcou o trabalho que inspecionou com a frase "Kilroy was here" com letras amarelas indeléveis.
À medida que a guerra avançava, os navios da marinha deixavam o pátio sem tratamento e sem pintura cada vez mais, de modo que os rabiscos de Kilroy ainda eram visíveis, às vezes em lugares inacessíveis. Os soldados começaram a notar isto e depois de um tempo começaram a ver isto como um talismã; uma garantia de que seu navio tinha sido devidamente verificado. De acordo com o artigo no The New York Times em 24 de dezembro de 1946, o próprio James J. Kilroy acreditava que seus ex-colegas que haviam entrado no serviço eram os responsáveis pela divulgação da frase. O Brewer's Dictionary of Phrase and Fable observa isso como uma possível origem, mas sugere que "a frase cresceu por acidente".

### Outras teorias
A seguinte teoria tem muitas semelhanças com a anterior. Este menciona outro James Kilroy como o autor de Kilroy was here. Graças à sua pequena estatura, foi contratado como inspetor em uma fábrica de materiais de guerra para que ele pudesse fazer suas inspeções nos espaços menores. Como lembrete, ele escrevia as palavras Kilroy was here em todos os túneis onde passava. Entretanto, esta teoria não explica como as palavras se tornaram tão famosas mundialmente.
O Lowell Sun relatou em novembro de 1945 que um sargento de 21 anos chamado Francis J. Kilroy Jr., de Everett, Massachusetts, que estava na base aérea enquanto estava doente com gripe. Um amigo chamado James Maloney escreveu "Kilroy estará aqui na próxima semana" (Kilroy will be here next week) em um quadro de avisos do quartel em Boca Raton, Flórida. Um mês depois, Francis J. Kilroy Jr. e James Maloney foram enviados para outras bases do exército. Como piada, James Maloney continuou a usar expressões semelhantes abreviadamente o tempo todo. Essas palavras foram lidas por muitos soldados e, de acordo com o autor do artigo, variantes de "Kilroy was here" apareceram em todo o mundo.
A Associated Press também relatou o sargento. O relato de Kilroy sobre sua hospitalização no início da Segunda Guerra Mundial e seu amigo Sgt. James Maloney, que escreveu a frase em um quadro de avisos. Maloney continuou a escrever a frase abreviadamente quando foi despachado um mês depois, de acordo com o relato da AP, e outros aviadores logo entenderam. Francis Kilroy escreveu a frase apenas algumas vezes.
O jornal The Free Lance-Star menciona outra teoria que também é baseada em um sargento chamado Kilroy: em um quadro de avisos em um acampamento militar no Kansas, foi relatado que um certo sargento Kilroy não apareceu por um dia. O sargento Kilroy então rabiscou seu nome no quadro e escreveu "Kilroy was here" embaixo.
Existem muitas outras teorias sobre a origem da expressão. Um repórter de guerra estadunidense chamado Richard Kilroy O'Malley é mencionado como um possível autor. Ele divulgaria a expressão nos países que visitou por seu trabalho, incluindo Alemanha, Chipre, Coreia e alguns países da África. De acordo com outra teoria, um soldado britânico estava cansado do fato de que os homens da Força Aérea Real sempre alegavam que chegavam mais cedo do que o Exército Britânico. Por este motivo ele colocou o grafite em todos os lugares onde foi para provar o contrário.

## Mr. Chad

Ômega é uma origem sugerida para o Chad

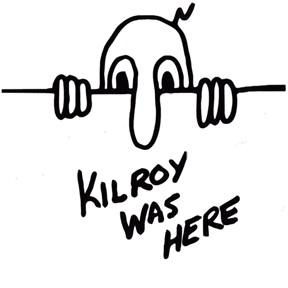
Uma das versões de Mr. Chad, com um fio de cabelo

A figura era inicialmente conhecida no Reino Unido como "Mr. Chad" (às vezes abreviado como Chad), um homem de nariz grande que se agarra a uma cerca ou parede com as duas mãos e olha para a borda, e aparecia com o slogan "Wot, no sugar" ou uma frase semelhante lamentando a escassez e o racionamento. Ele aparecia em revistas por toda parte, na rua e em lugares públicos com a frase citada. Ele frequentemente aparecia com um único cabelo encaracolado que lembrava um ponto de interrogação e com cruzes nos olhos. Mais tarde, ele ficou com os olhos redondos e geralmente era mostrado careca ou com poucos fios de cabelos. A frase "Wot, no —?" é anterior a "Chad" e era amplamente usada separadamente do desenho. Chad era usado pela RAF e por civis; era conhecido no Exército como Private Snoops, e na Marinha era chamado de The Watcher. Chad pode ter sido desenhado pela primeira vez pelo cartunista britânico George Edward Chatterton em 1938. Chatterton tinha o apelido de "Chat", que pode ter se tornado "Chad". A Life Magazine escreveu em 1946 que a RAF e o Exército estavam competindo para reivindicá-lo como sua invenção, mas concordaram que ele apareceu pela primeira vez por volta de 1944. O personagem lembra Alice the Goon, uma personagem de Popeye que apareceu pela primeira vez em 1933. O Mr. Chad também era chamado de "The Goon".

### Origem
Um porta-voz do Royal Air Force Museum de Londres sugeriu em 1977 que Chade era provavelmente uma adaptação da letra grega Omega, usada como símbolo de resistência elétrica; seu criador foi provavelmente um eletricista em uma equipe de solo.

Kilroy/Chad como um circuito RLC organizado para criar um filtro rejeita-faixa